# Gunnera monoica
Gunnera monoica là một loài thực vật có hoa trong họ Dương nhị tiên. Loài này được Raoul mô tả khoa học đầu tiên năm 1844.